# تشارلز أليوت فوكس
تشارلز أليوت فوكس (بالإنجليزية: Charles Elliot Fox)‏ هو مبشر نيوزيلندي، ولد في 1878، وتوفي في 1974.